# Пугало (рассказ)
«Пу́гало» — рассказ Николая Лескова, вышедший из публикации в 1885 году.

## Написание
Писатель в письме к издателю А. С. Суворину от 9 ноября 1887 года говорит о нём:
«У меня есть полудетский, полународный рассказ „Пугало“, печатавшийся три года тому назад в журнале Вольфа как „святочный рассказ“. Он представляет доброго, честного мужика, „постоялого дворника“, которого считали вором и разбойником без всякой иной причины, кроме того, что он был страшен собою и нелюдим, а также скрывал свою жену — дочь отставного палача. Это истинный кромской случай… Рассказ читали с удовольствием и большие и дети…»

## Публикации
Впервые напечатан в журнале «Задушевное слово», 1885, № 19—39 с подзаголовком «Рассказ для юношества». После первоначального издания рассказ не исправлялся автором.
При подготовке прижизненного издания Полного собрания сочинений Лесков включил «Пугало» в состав цикла «Святочные рассказы», вошедшего в 7 том Собрания. При переиздании Собрания сочинений в 1989 году рассказ сохранён на своём месте, в 7 томе. Рассказ присутствовал и в собрании сочинений 1902—1903 годов.

## Содержание и сюжет
Лесков в рассказе даёт реалистичные картины помещичьего и крепостного быта тех лет, когда он был ребёнком (начало 1840-х гг.). Определённое место уделяется народным поверьям и легендам, о которых автор пишет: «Все эти живые и занимательные истории имели тогда для меня полную вероятность, и их густое, образное содержание до такой степени переполняло мою фантазию, что я сам был чуть ли не духовидцем».
Действие разворачивается в Кромском уезде Орловской губернии. Главный действующий герой — мещанин Селиван, которого слухи и крестьянская фантазия окрестили колдуном и разбойником и таким образом превратили в «пугало» для окружающих, пока случай не раскрыл всем доброту и справедливость его натуры. Троицкий, Всеволод Юрьевич в предисловии к собранию сочинений 1989 года упоминает этот рассказ как иллюстрацию к таланту Лескова показывать скрытое величие души человека: «Злой лесной дух, воплощенный молвой в леснике Селиване, бесследно исчезает после знакомства с этим бесподобно честным от природы и сострадательным „пугалом“…»
Семья мальчика, от лица которого ведётся повествование, переезжает из города Орла в деревню, где у него «сразу же завелись обширные и любопытные знакомства с крестьянами». Старый мельник, дедушка Илья, рассказывает историю о местном «ужасном человеке», Селиване. Сирота Селиван в юности работал у калачника — продавал калачи. Однажды он таинственно исчезает из города, оставив в целости все деньги, вырученные в тот день от продажи. Одновременно с ним исчезает и другая сиротка — девочка, дочь палача, которую никто не хотел пустить в дом или накормить.
Селиван появляется снова через три года. Купец, которого он спас на дороге, вытащив из-под опрокинувшегося воза, разрешает ему поселиться на пустом постоялом дворе за арендную плату. Несмотря на очевидную недоходность двора на мало используемой дороге, Селиван соглашается и привозит туда свою больную жену, которая, как выясняется только в конце рассказа, и есть пропавшая дочка палача. «Словоохотливости и вообще приятной общительности в Селиване не было; людей он избегал, и даже как будто боялся, и в городе не показывался, а жены его совсем никто не видал с тех пор, как он её сюда привёз в ручной навозной тележке».
Прошло много лет, а «Селиван и его убогая калека всё жили здесь и, к общему удивлению, платили за двор наследникам купца какую-то плату». Зная, что дохода с этого постоялого двора взять неоткуда, а «между тем Селиван хотя жил бедственно, но всё ещё не умирал с голода», крестьяне решили, что он продал душу нечистой силе. После этого все несчастья и пропажи ставились в вину Селивану.
Истинное лицо героя открывается после одного случая. Тётушка рассказчика из-за метели вынуждена была остановиться на постоялом дворе Селивана. Но ночью поднимается переполох, и тетушка с племянником и слугами спешно уезжает. Добравшись до имения родителей племянника, выясняет, что нет на месте шкатулки с деньгами. Совместно решается, что её украл Селиван. Однако именно в тот момент, когда исправник направлялся арестовывать вора, он является сам с забытой шкатулкой и при этом отказывается от вознаграждения. Тогда отношение окружающих к нему совершенно меняется и жизнь Селивана идёт по-другому.
Подводя нравственный итог рассказа, Лесков говорит: «Недоверие и подозрительность с одной стороны вызывали недоверие же и подозрения — с другой, — и всем казалось, что все они — враги между собою и все имеют основание считать друг друга людьми, склонными ко злу. Так всегда зло родит другое зло и побеждается только добром, которое, по слову Евангелия, делает око и сердце наше чистыми».